# Kanton Saint-Benoît-2
Saint-Benoît-2 is een kanton van het Franse overzees departement Réunion. Het kanton maakt deel uit van het arrondissement Saint-Benoît.
Het kanton omvatte tot 2014 uitsluitend een deel van de gemeente Saint-Benoît.
Na de herindeling van de kantons door het decreet van 24 februari 2014, met uitwerking op 22 maart 2015, omvat het kanton volgende gemeenten:
- een zuidoostelijk deel van Saint-Benoît
- Saint-Philippe
- Sainte-Rose